# Lewino (jezioro)
Lewino – jezioro na Równinie Goleniowskiej, położone w gminie Przybiernów, w powiecie goleniowskim, w woj. zachodniopomorskim. Lewino znajduje się w północno-zachodniej części Puszczy Goleniowskiej. Powierzchnia zbiornika wynosi 3,12 ha.
Według typologii rybackiej jest to jezioro karasiowe. 
Niecały 1 km na północny zachód leży leśniczówka Borowik. Natomiast 2 km na wschód przebiega droga krajowa nr 3.
Nazwa Lewino funkcjonuje od 1949 roku, kiedy to została zmieniona z poprzedniej niemieckiej nazwy Levin See.